# 鬼畜眼鏡
《鬼畜眼鏡》（日语：鬼畜眼鏡）是一款由Spray製作的BL向十八禁遊戲。於2007年7月20日發售了初回限定版，並於同年10月12日發售通常版。於2009年3月27日發售Fan Disc《鬼畜眼鏡R》初回限定版。

## 故事簡介

### 鬼畜眼鏡
主角佐伯克哉是在菊池市場行銷公司（キクチ・マーケティング）工作的普通員工。
某天，克哉在不小心得罪客戶後，意志消沉地跟大學同學兼同事本多憲二去喝酒，然後獨自在附近的公園買啤酒喝轉換心情。
突然，一位名為Mr.R的神秘人出現在克哉面前，而且拿著一副眼鏡說：「只要戴上它，你的人生就會有重大的改變。」
克哉在戴上眼鏡的那天開始，人生果真有了很大改變。
當他戴上眼鏡後，工作變得更有效率。
可是，對人生有所改善而竊喜的克哉，只能憶及戴上眼鏡後的零碎片段……

### 鬼畜眼鏡 R
浪漫的赏樱约会你想和谁一起度过？
原以为已经坚定地走下去的坚信的道路上，再次半途碰到了那个神秘的男人。
「命运已向您揭开它的面纱，崭新的一页将由此开始。」
眼镜又再次回到了克哉手中，这副看起来没什麼特别的眼镜，在他戴上的一瞬间，人生有了180度的改变。
上次戴上那个眼镜的时候就像换了一个人似的能干，工作变得得心应手。但是，带上眼镜之后某些行为便会不受控制……
「我，真的需要这副眼鏡嗎……」
是的，那个眼镜，拥有着禁断之力。
佐伯克哉在经历了前作的历练之后又展开了新的旅程……

## 登場角色
佐伯克哉
180cm，25歲，血型AB型，生日12月31日，摩羯座，遊戲主角。製藥公司MGN的子公司菊池市場行銷公司營業部第8課的普通職員。
大學時和本多參加排球部。
因個性使然，常把事情搞砸。
某個晚上在公園裡遇見Mr.R並得到眼鏡，從此人生有了180度大轉變……
戴了眼鏡的克哉，工作表現非常優秀。
御堂孝典
182cm，32歲即當上部長的傑出人物，血型A型，生日9月29日，天秤座。作為此次MGN的新商品美容飲料「Protofiber」的銷售專案經理。MGN商品開發部所屬。
自尊心很高，「傲嬌」。
在故事的一開始，原本對前來請求新商品交給8課負責的本多和主角不屑一顧，不過在戴上眼鏡的主角的巧辯下，勉強將這個商品給8課負責。
也許就是這個原因，對主角抱有複雜的想法，之後為了報復，把必須達成的業績數字拉到簡直不可能達成的程度，讓主角動搖。
本多憲二
187cm，25歲，血型B型，生日4月11日，牡羊座，營業部第8課所屬。和主角是大學同學也是朋友。經常安慰並支援主角。
為了擺脫8課的污名，積極努力的工作。在公司偶然得到MGN新銷售商品的文件，為了8課的未來而直接去找御堂的熱血漢。
重視團隊合作。
大學時是排球隊隊長。
片桐稔
176cm，43歲，血型O型，生日2月22日，雙魚座。待人非常好的營業部第8課萬年課長。
以前和妻子及兒子一起生活，不過兒子交通事故死後便離婚了。
養著兩隻雞尾鸚鵡寵物,女的叫靜御前,男的叫門天丸。
即使被發牢騷或挖苦也不會擺出討厭的臉色。雖然是上司，但喜歡給部下泡茶。
五十嵐太一
173cm，21歲，血型B型，生日11月23日，射手座。主角住的高級公寓附近的「喫茶Lloyd」打工的大學生。
冒險心很強，平常用很輕鬆愉快的語氣和別人說話，看起來似乎沒煩惱，但實際上家庭背景複雜。
喜歡音樂，隨身帶著吉他，也舉辦過Live演出，希望能成為職業歌手。
家裡是黑道，但是為了玩音樂逃出，在父親經營的咖啡店工作。與家裡達成協定，營運著地下網站。在本家時，被祖父施予各式各樣的教育。
須原秋紀
167cm，血型O型，生日10月31日，天蠍座。主角第一次戴起眼鏡那晚遇到的少年。
對那一天晚上發生的事情無法忘記，一直在繁華街、俱樂部尋找主角。
Mr.R（聲：文藝復興山田）
給主角眼鏡的神祕人物。臉上經常露出微笑，完全不知道他在想什麼。
在完成特定的結局後會出現交給石榴。CLUB R的支配人。
备注：Mr.R是不可攻略人物

## 鬼畜眼鏡R 新增加角色
鬼畜妖精
在《鬼畜眼镜R》的小游戏“鬼畜打”中出现的人物，Mr.R的手下。
为帮助（眼镜）克哉成为“王”而出现。
只有戴上眼鏡的克哉和Mr.R能看见他與听见他说话，其他人完全无法感觉到他的存在。
松浦宏明
179cm，血型A型，生日8月25日，處女座。
與克哉、本多一起畢業於同一所大學。在伊勢島百貨總店工作。
外表冷漠，内心則時常胡思亂想，個性别扭。
本城嗣郎
179cm，血型O型，生日7月10日，巨蟹座。
御堂孝典曾經的同事。出於某種原因辭職離開了MGN公司，似乎與御堂有關聯。
藤田
前作中，MGN公司御堂孝典的直属部下。
大眾臉，在本作的EXTRA-SUBCHARA（新增加人物介绍）中没有一席之地，处在介于配角和路人之间的尴尬地位。
澤村纪次
179cm，血型A型，生日11月11日，天蠍座。
幼年时就与克哉认识。對克哉有很深的執著。

## 登場物品
- 眼鏡：故事一開始Mr.R給的眼鏡，戴上會提高鬼畜度与办事能力。主角利用這個眼鏡處理工作、加深與他人的關係。
- Protofiber：營業部8課負責兜售的MGN開發的新商品美容飲料。
- Sunriseorange：MGN開發的橘子味飲料，菊池市場行銷公司營業部第1課主管的商品。
- 石榴：一共有8種（原作與R皆不同），完成特定結局後會從Mr.R那裡拿到，吃了之後會發生現實生活不可能發生的事。例如：會有眼鏡克哉×克哉；也有「記憶的果實」，是講述克哉的過去（被自己朋友背叛那時候發生的事）。
  - 鬼畜眼鏡：
    - 禁忌的果實
    - 禁斷的果實
    - 腐爛的果實
    - 魅惑的果實
    - 誘惑的果實
    - 記憶的果實
    - 午夜的果實
    - 最後的果實

  - 鬼畜眼鏡 R：
    - 法悦的果實
    - 調教的果實
    - 祝祭的果實
    - 創世的果實
    - 歡待的果實
    - 饕宴的果實
    - 煩惱的果實
    - 繁榮的果實

## 主題曲
- 『under the darkness』（鬼畜眼镜）

作曲・歌：C.G mix（I've）、編曲：C.G mix，尾崎武士、作詞：Ai
- 『under the darkness-REMIX-』（鬼畜眼镜 R）

作曲・歌：C.G mix（I've）、編曲：C.G mix，尾崎武士、作詞：Ai
備註：雖然同樣是C.G.MIX演唱的under the darkness，但是相对于《鬼畜眼镜》的OP，《鬼畜眼镜 R》的OP改动了前半段歌词的顺序，并且完全删除了后半段，演唱速度也略微加快，总体来说，时间由原来的5分40秒压缩至1分55秒

## CD

### 廣播劇CD
- 鬼畜眼鏡-眼鏡裝著盤- 2007年11月28日發售
- 鬼畜眼鏡-眼鏡非裝著版- 2007年12年26日發售
- 鬼畜眼鏡-眼鏡裝著盤Ⅱ- 2010年6月6日發售
- 鬼畜眼鏡-眼鏡非裝著版Ⅱ- 2010年7月14日發售

### 音樂CD
- 鬼畜眼鏡 O.S.T. 2007年10月18日發售
- Contrast/佐伯克哉 -鬼畜眼鏡 角色歌CD- 2008年9月17日發售

## 書籍
- 鬼畜眼鏡 公式VisualFanbook 2007年11年30日發行 ISBN 9784757738768
- 鬼畜眼鏡 御堂×克哉篇（小說） 2008年2月19日發行 ISBN 9784862633491
- 鬼畜眼鏡 克哉×御堂篇（漫畫） 2008年8月9日發行 ISBN 9784862634467
- 鬼畜眼鏡 本多×克哉篇（漫畫） 2010年5月10日發行 ISBN 9784862637802
- 鬼畜眼鏡 鬼畜克哉×御堂篇（小說） 2010年5月發行 ISBN 9784862637710
- 鬼畜眼鏡 御堂×克哉篇（漫畫）2012年5月發行

## 外部連結
- （日語）遊戲《鬼畜眼鏡》官方網站 （页面存档备份，存于）（需確認年齡）
- （日語）Fan Disc《鬼畜眼鏡R》官方網站 （页面存档备份，存于）（需確認年齡）
- 《鬼畜眼鏡》在視覺小說數據庫的頁面 （英文）